# Vass Áron
Vass Áron (Makfalva, 1891. január 17. – Makfalva, 1979. október 24.) állatszobrász.

## Élete
Makfalván született Vass Lajos és Albert Julianna 13. gyermekeként. Iskoláit a makfalvi Wesselényi-féle népiskolában végezte ahol hat osztály elvégzéséről szerzett bizonyítványt. A továbbtanulás vágya ez időben igen nagy volt benne, de szülei hazarendelték  Székelyudvarhelyről az Agyagipari Iskolából. Ezután csak az olvasás maradt számára az egyetlen vigasztalás.
Az 1920-as évektől kezdődően több városban volt kiállítása: Kolozsvár, Nagyvárad, Székelyudvarhely, Marosvásárhely, Torda. Szobrai eljutottak Olaszországba (Milánó), Hollandiába, Argentínába is.
Állatszobrai közül a leggyakoribbak a medvék és a bivalyok.
Állatszobrai mellett, melyek nevét ismertté tették, kompozíciós témákkal is foglalkozott mint Medvetáncoltató, Szántó székely, Székely fazekas, Üstfoltozó cigány. Életének 89. évében, 1979. október 24-én hunyt el Makfalván. Szülőfaluja kis kiállítással, munkáinak gyűjteményével búcsúztatta.